# Klimaatverandering in Nederland
Klimaatverandering in Nederland heeft geleid tot een gemiddelde temperatuurstijging van bijna 2 graden Celsius vanaf 1906 tot 2017.
Binnen de EU, heeft Nederland de op drie na hoogste CO₂-uitstoot per inwoner. Klimaatverandering in Nederland heeft geresulteerd in het vaker voorkomen van droogte en hittegolven. Omdat grote delen van Nederland onder zeeniveau liggen is Nederland zeer kwetsbaar voor zeespiegelstijging. De Nederlandse overheid heeft doelen gesteld om de uitstoot de komende decennia te verlagen. De Nederlandse reactie op klimaatverandering wordt gedreven door een aantal unieke factoren, waaronder de grotere herstelplannen van de Europese Unie in het licht van COVID-19 en een rechtszaak over klimaatverandering, Staat der Nederlanden v. Stichting Urgenda, die heeft geleid tot een verplichte aanpak van de klimaatverandering door middel van emissiereducties die 25% onder het niveau van 1990 liggen. Eind 2018 was de CO2-uitstoot 15% lager dan in 1990. Eind 2023 was de emissie met 34% verminderd. Daarmee gaat Nederland in tegen de wereldwijde trend van hogere uitstoot ten opzichte van 1990. Het doel van de Nederlandse overheid is om de uitstoot in 2030 met 49% te verminderen.

## Uitstoot van broeikasgassen
Nederland heeft de vierde grootste CO2-uitstoot per inwoner van de Europese Unie. Nederland is verantwoordelijk voor 0,46% van de wereldwijde CO2-uitstoot. De CO2-uitstoot is in 2018 met 15% gedaald ten opzichte van 1990.
| sector            | uitstoot |
| ----------------- | -------- |
| industrie         | 31%      |
| elektriciteit     | 23%      |
| mobiliteit        | 19%      |
| landbouw          | 14%      |
| gebouwde omgeving | 13%      |

## Effecten op de natuurlijke omgeving

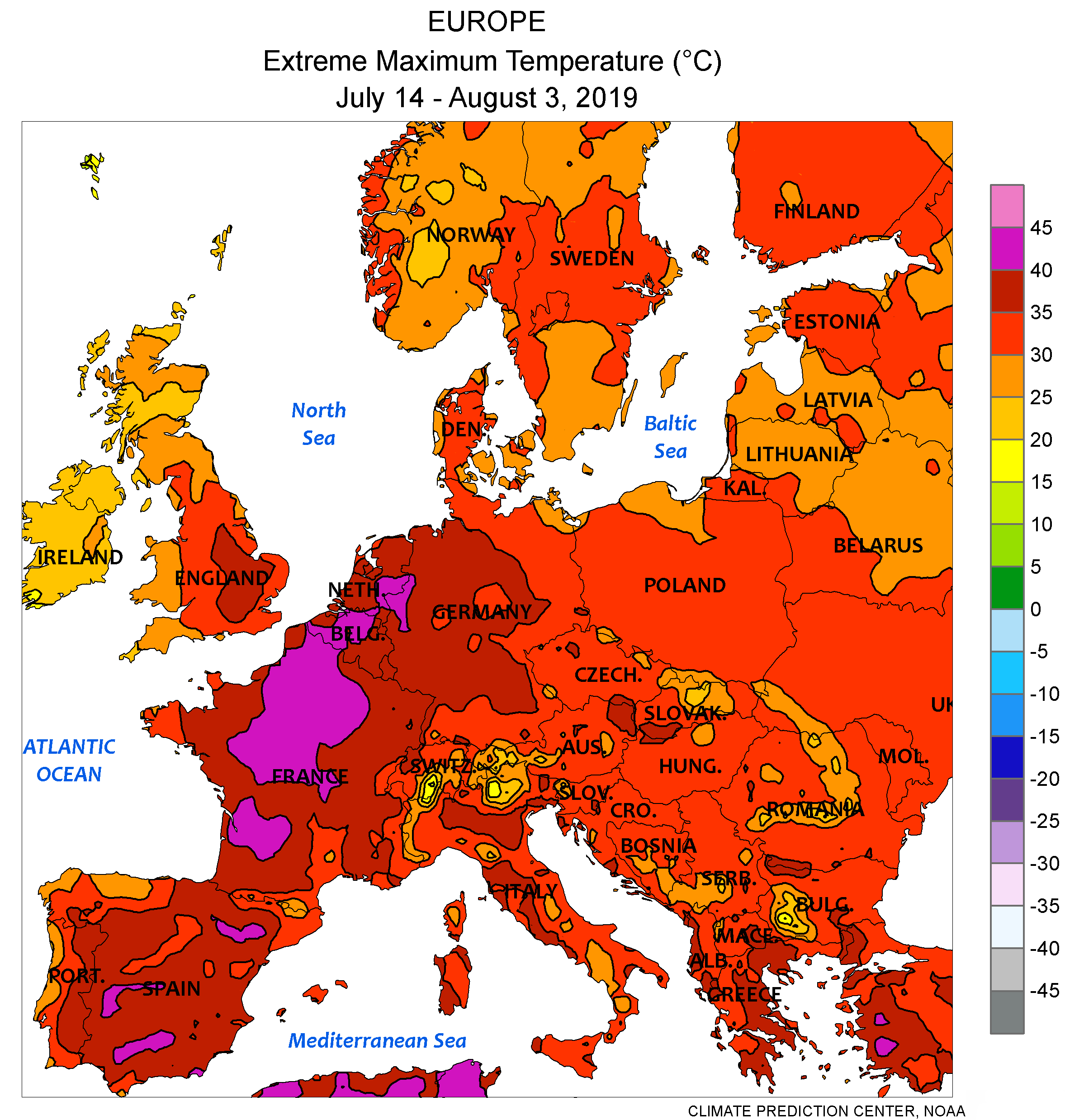
De Europese hittegolf van juli 2019 heeft Nederland zwaar getroffen, met temperaturen boven de 40°C

De afgelopen 130 jaar is de temperatuur wereldwijd met gemiddeld 1 graad Celsius gestegen, terwijl in Nederland de gemiddelde temperatuur in die tijd met 1,7 graden Celsius is gestegen. De zeespiegel is 20 centimeter gestegen.

### Veranderingen in temperatuur en weer

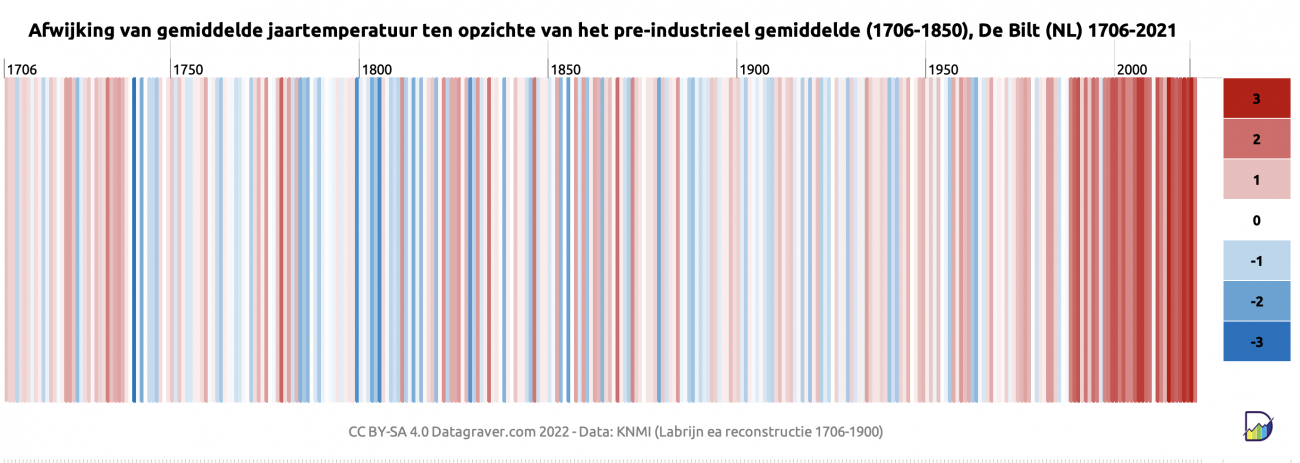
Jaarlijkse afwijking van de temperatuur in vergelijking met het pre-industriële gemiddelde

De vijf warmste jaren in Nederland vonden allemaal plaats in afgelopen twee decennia, met in 2014 de hoogste gemiddelde temperatuur van 11,7 graden Celsius. De afgelopen 121 jaar heeft het Koninklijk Nederlands Meteorologisch Instituut de hittegolven in Nederland bijgehouden, sindsdien zijn er 29 hittegolven geweest waarvan 14 in de afgelopen 21 jaar. In de afgelopen 3 jaar hebben zich vijf hittegolven voorgedaan in Nederland, met in 2018 en 2019 twee hittegolven in één jaar. Bij de eerste hittegolf van 2019 was er in Gilze en Rijen een recordtemperatuur van 40,7 graden Celsius. De afgelopen jaren waren de hittegolven sterker dan verwacht. Wetenschappers verwachtten dat de temperatuur tijdens een hittegolf met 1,5 graden Celsius zou stijgen, maar gemeten blijkt dat het in werkelijkheid 3 graden Celsius is.
In de zomer van 2018 was er een grote droogte. 2018 behoort tot de top 5 jaren met de minste neerslag in Nederland, met een tekort van 309 millimeter regen. De droogte had de grootste impact in het binnenland en minder in de kustgebieden. 2019 was ook droger dan normaal.
De jaarlijkse neerslag is tussen 1961 en 2020 met 8% toegenomen, voornamelijk tijdens de winter en de zomer is de neerslag toegenomen, in het voorjaar werd een afname gevonden. De toename van de neerslag is sinds 2000 grotendeels gestopt. Dagen met een minimumtemperatuur onder 0ºC zijn in dezelfde periode met twee weken per jaar afgenomen, het aantal dagen met een maximumtemperatuur onder 0ºC is met 5 dagen per jaar afgenomen.

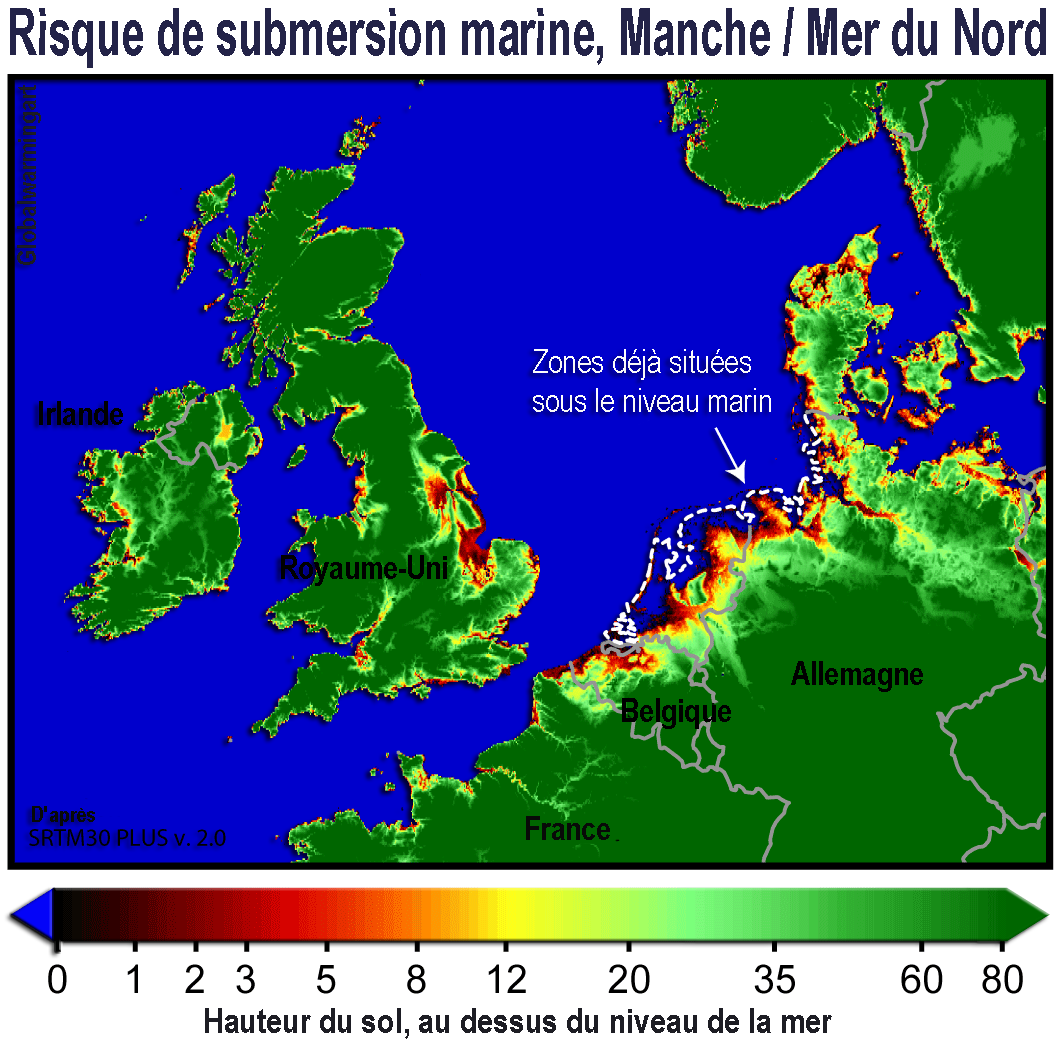
Noordzee: risico's m.b.t. zeeniveau

De zeespiegel is tussen 1902 en 2010 zo'n 12 tot 20 centimeter gestegen. Het tempo waarmee de zeespiegel stijgt, is toegenomen. In de afgelopen jaren is de zeespiegel twee keer zo snel gestegen als in de 20e eeuw, met een stijging van 4 tot 5 millimeter per jaar. Het tempo waarmee de zeespiegel stijgt, neemt nog steeds toe. Het KNMI heeft onderzocht dat in het ergste geval de zeespiegel in 2100 met 54-121 cm zou stijgen. Dat zou gebeuren als de CO2-uitstoot in 2050 zou zijn verdubbeld en de temperatuur aan het eind van de eeuw zou zijn gestegen tot 4,4 ºC. In het tweede beste scenario, als Nederland na 2050 energieneutraal zou zijn, zou de zeespiegel tegen het einde van de eeuw stijgen tot 30-81 cm. De Nederlandse overheid zegt dat de huidige bescherming tegen de zee tot 2050 toereikend is.
| Temperatuurstijging 2100                                      | 2050     | 2100     |
| ------------------------------------------------------------- | -------- | -------- |
| Stabilisatie van 1.8ºC (SSP1-2.6)                             | 14-38 cm | 30-81 cm |
| Klimaatneutraal tegen het einde van de eeuw, 2,7ºC (SSP2-4.5) | 15-41 cm | 39-94cm  |
| In het slechtste geval 4,4ºC (SSP5-8.5)                       | 16-47 cm | 54-121cm |

## Mitigatie en aanpassing

### Aanpassingen
Tal van landen hebben aanpassingsmaatregelen gepland of gestart. Nederland heeft samen met de Filipijnen, Japan en het VN-Milieuprogramma in 2017 het Global Centre of Excellence on Climate Adaptation opgericht, dat sinds 8 september 2018 Global Center on Adaptation heet.
Als onderdeel van haar inzet voor ecologische duurzaamheid heeft de Nederlandse regering een plan geïnitieerd om meer dan 200 oplaadpunten voor elektrische voertuigen in het hele land te realiseren. Dat zal worden uitgevoerd door het in Zwitserland gevestigde energie- en automatiseringsbedrijf ABB en de Nederlandse startup Fastned en heeft als doel dat er binnen 50 kilometer (30 mijl) van elk huis in Nederland ten minste een oplaadstation is.
De Rijksdienst voor het Cultureel Erfgoed voert een programma uit om informatie over water en erfgoed aan te bieden, die de voor rijksdiensten voor de ruimtelijke ordening nuttig is. Dit programma geeft aan hoe archeologische gegevens en historische analyses kunnen worden gebruikt voor huidige en toekomstige waterstaatkundige problemen.

### Beleid en wetgeving
De Nederlandse overheid heeft meerdere klimaatafspraken ondertekend, zoals:
- Raamverdrag van de Verenigde Naties inzake klimaatverandering in 1992
- Het Kyoto-protocol werd ondertekend in 1997 (het Kyoto-protocol liep in 2008-2012 en had als doel om de wereldwijde uitstoot met 8% te verminderen vanaf 1990. De Nederlandse doelstelling voor de terugdringing van uitstoot van broeikasgassen voor de periode 2008–2012 was -6% ten opzichte van het basisjaar (1990) en het resultaat was -6,3%.)
- Het akkoord van Parijs, ondertekend in 2015

#### Akkoord van Parijs
De Overeenkomst van Parijs is een juridisch bindende internationale overeenkomst. Het belangrijkste doel is om de opwarming van de aarde te beperken tot minder dan 1,5 graden Celsius, in vergelijking met het pre-industriële niveau. De Nationaal Vastgestelde Bijdragen (NDC's) zijn de per land aangepaste plannen om klimaatverandering tegen te gaan. Elke partij in de overeenkomst heeft verschillende doelen op basis van haar eigen historische klimaatrecords en de omstandigheden in het land. Alle doelen voor elk land staan vermeld in hun NDC.
In de langetermijnstrategieën voor de ontwikkeling van lage GHG-emissies (LT-LEDS) heeft Nederland ervoor gekozen om zich te concentreren op één hoofddoel: de uitstoot van broeikasgassen te verminderen met 49% in 2030. Als tussendoelstelling van de Klimaatwet moet Nederland in 2050 de uitstoot van broeikasgassen met 95% verminderen ten opzichte van 1990.

## Maatschappij en cultuur

### Publieke opinie
De Europese Commissie bracht in 2019 een rapport uit waaruit bleek dat 74% van de Nederlanders klimaatverandering als een ernstig probleem beschouwt.
Het Sociaal Cultureel Planbureau (SCP) constateerde dat klimaatverandering de op een na grootste zorg van het Nederlandse publiek was.
Ipsos ondervroeg eind 2020 Nederlanders over klimaatverandering, in opdracht van de Nederlandse bank ABN AMRO. Twee op de vijf Nederlanders zien de COVID-19 pandemie als een wake-up call voor het klimaat. 75% van de respondenten wil dat de 'positieve veranderingen' van de COVID-19-pandemie, zoals de vermindering van de CO2-uitstoot veroorzaakt door een vermindering van verkeer en vluchten, blijven bestaan. 50% zou hun reisgewoonten permanent veranderen voor dat doel. Een meerderheid van de respondenten wil dat de financiële hulppakketten voor de COVID-19 pandemie ook het doel moeten hebben om Nederland sneller te verduurzamen.
De Europese Investeringsbank heeft in 2020–2021 peilingen gehouden in de hele Europese Unie. Uit de peiling bleek dat Nederlanders het makkelijkst denken te kunnen stoppen met vliegen: 40% van de respondenten gaf dat antwoord. Na vliegen kwam vlees (19%), videostreaming (17%), nieuwe kleren (12%) en de auto (10%). 9% van de respondenten zei radicale veranderingen in levensstijl aan te brengen om de klimaatverandering tegen te gaan, wat lager is dan het EU-gemiddelde van 19%. 77% van de mensen tussen 15 en 29 jaar in de EU gelooft dat hun gedrag de klimaatverandering kan tegengaan. 22% van de respondenten zei dat ze zullen vermijden om te vliegen nadat de pandemie voorbij is, 30% zei dat ze op vakantie zouden gaan in Nederland of in nabijgelegen landen en 36% zei dat ze hun eerdere vlieggewoonten zouden voortzetten, wat hoger is dan het EU-gemiddelde (31%).

### Protesten
Er zijn meerdere protesten gehouden, waarvan de grootste 40.000 mensen trok in Amsterdam op 10 maart 2019.
Extinction Rebellion heeft ook in Nederland gedemonstreerd met acties als het blokkeren van het verkeer op een van de drukste wegen in Amsterdam voor het Rijksmuseum en het blokkeren van verkeer in andere delen van het land, evenals andere acties. Extinction Rebellion organiseerde samen met Greenpeace een demonstratie op de luchthaven Schiphol, waarbij 26 demonstranten werden gearresteerd.

#### Jeugd voor klimaat
De eerste grote demonstratie die Youth for Climate organiseerde was op 7 februari 2019 in Den Haag . Youth for Climate schatte dat 15.000 studenten protesteerden. Een tweede staking met 5.000 tot 6.000 stakende studenten vond plaats op 14 maart 2019 in Amsterdam. Op 24 mei 2019 vond een derde klimaatstaking plaats waarbij 1.500 studenten staakten in Utrecht . Op 20 september 2019 protesteerden 2.500 studenten in Maastricht . Op 27 september 2019 vond het grootste protest plaats met 35.000 aanwezigen in Den Haag.

### Rechtszaken

#### De Staat der Nederlanden tegen Stichting Urgenda
De Staat der Nederlanden tegen Stichting Urgenda was een rechtszaak in het Hooggerechtshof in 2019 betreffende de aanpak van de Nederlandse overheid om de CO2-emmissies terug te dringen. Urgenda had deze zaak aangespannen tegen de overheid in 2013 met de redenatie dat de overheid de mensenrechten, zoals uiteengezet door de nationale en Europese wet, van de Nederlandse bevolking in gevaar bracht door niet te voldoen aan de CO2-emmissie reductie doelen die opgesteld waren door wetenschappers om de klimaatcrisis aan te pakken.